# Cassidy Lichtman
Cassidy Singer Lichtman (La Jolla, 25 maggio 1989) è una pallavolista e allenatrice di pallavolo statunitense, schiacciatrice dell'Athletes Unlimited.

## Biografia
Figlia di Grant e Julie Lichtman, nasce a La Jolla, in California; ha un fratello maggiore, che si chiama Josh. Sua madre giocava a pallavolo alla Washington.
All'età di nove anni le viene diagnosticato un disturbo da dolore cronico alla gamba sinistra e, nonostante la diagnosi medica che non avrebbe mai più camminato, non sono ritorna a camminare, ma riesce anche a tornare a giocare a pallavolo.

## Carriera

### Pallavolista

#### Club
La carriera di Cassidy Lichtman inizia nei tornei scolastici californiani, giocando per la Francis Parker HS. Resta in California anche durante la carriera universitaria, approdando alla Stanford, dove gioca dal 2007 al 2010 in NCAA Division I: disputa due finali nazionali durante i due primi due anni, collezionando nel corso della sua carriera diversi riconoscimenti individuali.
Nella stagione 2011-12 inizia la carriera professionistica nella Liga Siatkówki Kobiet polacca, vestendo la maglia del BKS di Bielsko-Biała, mentre nella stagione successiva passa al Franches-Montagnes, nella Lega Nazionale A svizzera.
Dopo qualche mese in collegiale con la nazionale, nel gennaio 2014 viene ingaggiata dalla Lokomotiv Baku, nella Superliqa azera, per la seconda parte del campionato 2013-14. Nel campionato seguente gioca nella Ligue A francese con il Le Cannet, con cui si aggiudica la vittoria della coppa nazionale.
Nella stagione 2015-16 approda nella Chinese Volleyball League col Sichuan, dove conclude la sua carriera. A quasi cinque anni di distanza, fa ritorno in campo in occasione della prima edizione dell'Athletes Unlimited, torneo che disputa anche nell'edizione seguente.

#### Nazionale
Nel 2011 debutta nella nazionale statunitense, vincendo la medaglia di bronzo ai XVI Giochi panamericani. Un anno dopo conquista la medaglia d'oro alla Coppa panamericana, successo bissato anche nell'edizione successiva. Nel 2013 si aggiudica, invece, l'oro al campionato nordamericano e l'argento alla Grand Champions Cup.
Conquista in seguito la medaglia d'argento alla Coppa panamericana 2014, torneo nel quale vince la medaglia d'oro nell'edizione seguente, a cui fa seguito ancora un oro ai XVII Giochi panamericani, dove indossa per l'ultima volta la maglia della nazionale: dopo la mancata convocazione ai Pallavolo ai Giochi della XXXI Olimpiade - Torneo femminile di Rio de Janeiro, si ritira dalla pallavolo giocata.

### Allenatrice
Nella stagione 2016 torna alla Stanford come assistente allenatrice di John Dunning.

## Palmarès

### Club
- Coppa di Francia: 1

2014-15

### Nazionale (competizioni minori)
- Giochi panamericani 2011
- Coppa panamericana 2012
- Coppa panamericana 2013
- Coppa panamericana 2014
- Coppa panamericana 2015
- Giochi panamericani 2015

### Premi individuali
- 2008 - NCAA Division I: Fort Collins Regional All-Tournament Team
- 2009 - All-America First Team
- 2009 - NCAA Division I: Palo Alto Regional All-Tournament Team
- 2010 - All-America First Team
- 2010 - NCAA Division I: Dayton Regional All-Tournament Team